# Arene Candide
A Arene Candide (em italiano: Caverna delle Arene Candide) é uma caverna localizada na comuna italiana de Finale Ligure, sendo reconhecida como um importante sítio arqueológico que possibilitou a obtenção de uma sequência estratigráfica detalhada, abrangendo evidências do período Paleolítico até a era Bizantina.
O nome da caverna origina-se da duna epônima de areia branca (candida arene), que poderia ser encontrada na base do penhasco até a década de 1920, mais precisamente no promontório Caprazoppa, onde a caverna está situada. O local encontra-se a noventa metros acima do nível do mar, na margem superior da antiga pedreira de Ghigliazza, e possui três amplas aberturas voltadas para o mar. Devido à sua localização e a essas aberturas, a caverna é bem iluminada e relativamente seca.

## História
A caverna é localmente conhecida como Grotta dei Frati or Armassa e recebeu seu nome popular em 1864 numa visita de Arturo Issel, que foi um grande arqueólogo reconhecido por seu trabalho na codificação de informações dentro da antropologia e etnologia. Issel também é considerado pela literatura o marco inicial duma longa série de explorações realizadas no local.
As escavações lideradas por Luigi Bernabò Brea e Luigi Cardini entre os anos de 1940-1942 e 1948-1950 provocaram uma considerável repercussão internacional. Durante essas campanhas, a parte sudeste da caverna foi explorada, revelando uma sequência estratigráfica detalhada, que abrangeu desde o período Paleolítico até a era Bizantina. As condições ambientais favoráveis da caverna mostraram-se essenciais para a preservação de material orgânico, incluindo fósseis de ossos e fragmentos de carvão. Devido ao excelente estado de conservação, as dezenove sepulturas paleolíticas descobertas na Arene Candide foram classificadas entre os complexos funerários mais significativos do mundo, possibilitando aos pesquisadores a realização de estudos antropológicos aprofundados, utilizando os métodos científicos mais avançados disponíveis na época. Outras escavações ocorreram nas décadas de 1970 e 2000.
O enterro mais notável e cientificamente valioso encontrado foi o denominado "jovem príncipe" (Giovane), um indivíduo do sexo masculino, com aproximadamente quinze anos, datado de cerca de 23.500 anos antes do presente, e associado à cultura gravetiana. O corpo foi colocado sobre uma camada de ocre vermelho, a sete metros abaixo do nível do sedimento da superfície, voltado para o sul, e estava acompanhado por um conjunto particularmente rico de sepulturas, incluindo uma tampa semelhante a uma cesta, joias feitas de mariscos, ossos de animais, chifre de veado e uma ferramenta de sílex longa (23 cm) encontrada em sua mão. A lâmina foi confeccionada a partir de material proveniente da bacia de Forcalquier, no sudeste da França. O fóssil apresenta uma ferida mortal abaixo do queixo, que foi coberta com ocre amarelo antes do enterro. A análise isotópica dos dentes revelou que aproximadamente um quarto da dieta do jovem consistia em proteína marinha.

## Nota
- Este artigo foi inicialmente traduzido, total ou parcialmente, do artigo da Wikipédia em inglês cujo título é «Arene Candide», especificamente desta versão.